# Uma-jirushi

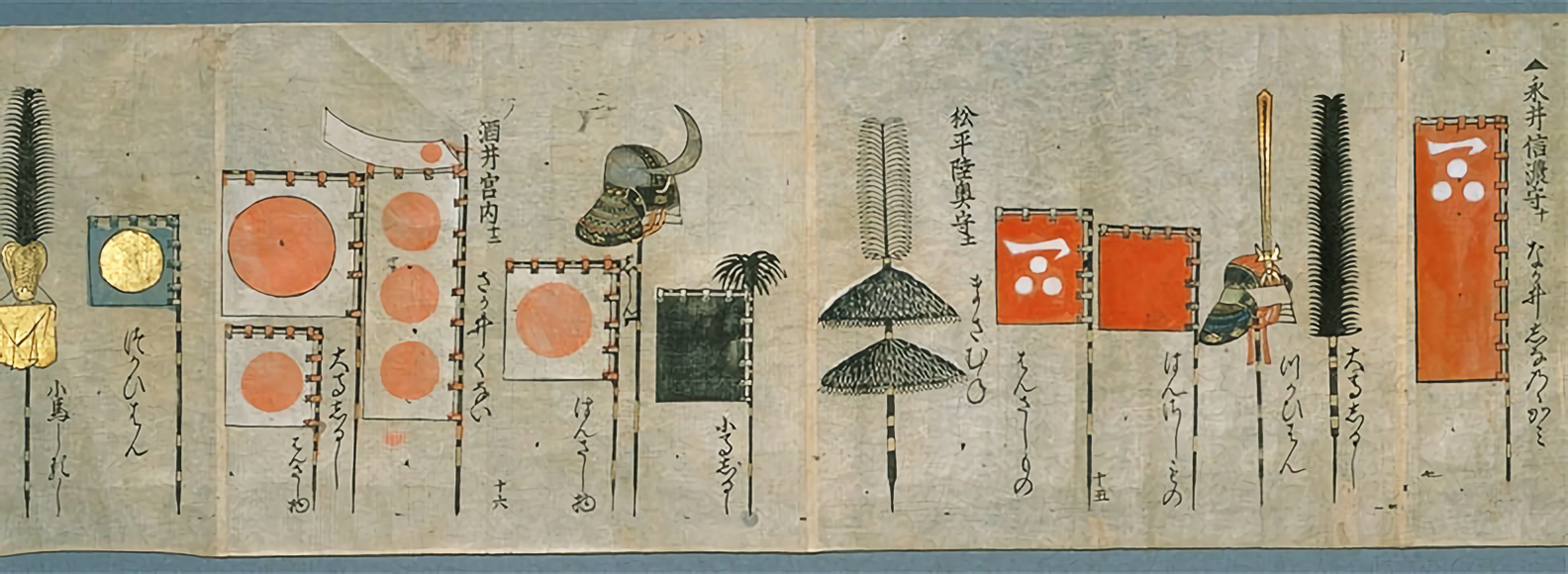
Différents motifs d'uma-jirushi, extraits du Ō uma jirushi du XVe siècle. Pour les autres pages de ce livre, voir collection d'images de l'héraldique au Japon sur Wikimedia Commons.

Les uma-jirushi (馬印, littéralement « insignes de cheval ») sont de très grands drapeaux utilisés dans le Japon féodal pour identifier un daimyo, ou commandant militaire d'importance égale sur le champ de bataille. Leur usage se développe beaucoup au cours de l'époque Sengoku. Alors que beaucoup sont tout simplement de grands drapeaux, pas très différents des sashimono ou des hata-jirushi, la plupart sont des figures tridimensionnelles, assez semblables à des cerfs-volants, en forme de cloches, de gongs, de parapluies ou de banderoles.
Bien que ces étendards ont de nombreuses formes, ils se répartissent tous en deux grandes catégories : les ō-uma-jirushi et les ko-uma-jirushi, le grand étendard et le moins grand étendard, respectivement. Les daimyos pauvres en ont un seul, l'étendard moyen, tandis que les riches daimyos possèdent les deux.
En 1645, le shogunat Tokugawa les officialise, permettant aux daimyos avec un revenu supérieur à 1 300 koku d'avoir un ko-uma-jirushi, et aux daimyos gagnant plus de 6 000 koku d'avoir également un uma-jirushi.
L'ō-uma-jirushi est au cœur de l'action sur le champ de bataille, et tandis qu'il aide l'organisation et le moral des troupes amies, il attire également l'attention des guerriers ennemis. Le porteur du uma-jirushi se trouve sans doute dans la position la plus dangereuse sur le terrain. L'ō-uma-jirushi est parfois contenu dans un seau en cuir attaché à la ceinture du porteur. Les plus grands en particulier[Quoi ?] sont souvent bien attachés dans un cadre sur le dos du guerrier. Le porteur est équipé avec des cordes pour stabiliser l'étendard dans le vent ou pendant qu'il court.
En 1650, un moine appelé Kyuan termine un texte intitulé Ō-uma-jirushi, étude illustrée complète de l'héraldique de son temps. Ce texte décrit le blason de la plupart, sinon de la totalité, des grandes familles de samouraïs des batailles de l'époque Sengoku. Cet écrit qui nous est parvenu reste l'une des principales sources d'information héraldique disponible aujourd'hui sur cette période au Japon.

## Source de la traduction
- (en) Cet article est partiellement ou en totalité issu de l’article de Wikipédia en anglais intitulé « Uma-jirushi » (voir la liste des auteurs).